# Susana Félix
Susana Félix es una cantante portuguesa. Nació en Torres Vedras un 12 de octubre de 1975. Apasionada por el arte desde siempre, se dedicó a cantar muy pronto, en 1988, con apenas 12 años.
En 1995 participa en el programa de la cadena de televisión pública RTP 'Selecção Nacional', iniciando sus estudios musicales en la 'Academia de Amadores de Música'. Ese mismo año será escogida para dar voz al personaje de Pocahontas en la versión portuguesa (que difiere de la versión en Brasil). Más tarde participará en otras grandes producciones de Disney como Hércules o El rey león II.
Mientras tanto, comienza a trabajar grabando varios anuncios publicitarios y participando en el disco 'A cor da fogueira' de Mafalda Veiga, pasando a formar parte de la banda de esta cantante portuguesa. También participará en varios espacios musicales como el programa 'Todos ao Palco' de Filipe La Féria, el musical 'Camaleão Virtual Rock' o el espectáculo organizado por la cadena pública portuguesa RTP '40 anos de RTP'.
En 1997 participará en los discos de João Pedro Pais y Luis Represas.

## Discografía
Hasta la fecha, Susana Félix ha publicado cuatro discos de estudio, siendo los dos últimos los de mayor éxito.
- Um Pouco Mais (Popular, 1999)
- Rosa e Vermelho (Popular, 2002)
- Índigo (Farol, 2006)
- Pulsação (Farol, 2007)
- Rua da saudade
- Procura-se (Farol, 2011)

- Datos: Q972491